# PricewaterhouseCoopers
PricewaterhouseCoopers (PwC, произн. ПрайсуотерхаусКуперс) — международная сеть аудиторских и консалтинговых фирм, возглавляемая компанией PricewaterhouseCoopers International Limited. Входит в «большую четвёрку» аудиторских компаний. Штаб-квартира расположена в Лондоне.
Работает в сфере аудита, бухгалтерского учёта, международного налогообложения, трансфертного ценообразования, финансового консультирования, юридических услуг и риск-менеджмента.

## История
Первый офис фирмы был открыт в 1849 году в Лондоне Сэмюэлом Лоуэллом Прайсом. В 1865 году он взял в партнёры Эдвина Уотерхауса, в результате чего фирма стала называться Price Waterhouse. В сентябре 1890 года был открыт офис в Нью-Йорке, а в следующем году — в Чикаго. В 1945 году была создана центральная организация для международной сети офисов — Price Waterhouse International Firm. В 1946 году было создано консультационное подраздение. В 1958 году выручка фирмы составляла 28,5 млн долларов.
В 1898 году в Филадельфии была основана фирма Lybrand, Ross Bros. & Montgomery; её учредителями были Уильям Лайбранд, братья Эдуард и Адам Россы и Роберт Монтгомери. В 1902 году было открыто отделение в Нью-Йорке, а в 1908 году — в Питтсбурге. В 1920-х годах были открыты отделения во всех крупных городах США. В 1924 году была поглощена фирма Klink, Bean & Co. Также в этом году в Берлине был открыт первый зарубежный офис, за ним последовали офисы в Лондоне в 1926 году и Париже в 1929 году. К 1948 году в фирме работало 1200 сотрудников, в том числе 56 партнёров. С 1952 года фирма, кроме аудиторских услуг, начала предоставлять услуги управленческого консультирования.
В 1957 году Lybrand объединилась с британской аудиторской компанией Cooper Brothers, основанной в 1854 году братьями Уильямом и Артуром Куперами. В результате объединения образовалась фирма Coopers & Lybrand; с 1971 года штаб-квартира фирмы размещалась в Нью-Йорке. В 1981 году Coopers & Lybrand первой из американских аудиторских фирм открыла офис в КНР. В начале 1990-х годов фирма вышла на рынки стран Восточной Европы.
В 1998 году в результате слияния компаний Price Waterhouse и Coopers & Lybrand образовалась PricewaterhouseCoopers, на то время крупнейшая аудиторская фирма в мире с выручкой 12 млрд долларов и 13 тыс. сотрудников. В 1999 году были поглощены несколько европейских консультационных фирм. В 2002 году, после принятия закона Сарбейнза — Оксли, консультационное подраздение было продано корпорации IBM за 3,5 млрд долларов. Однако с 2009 года PricewaterhouseCoopers начала формировать новое консультационное подраздение; в этом году были куплены Paragon Consulting Group и подразделение коммерческих услуг фирмы BearingPoint. С 2010 года PricewaterhouseCoopers начала работать под брендом PwC. В августе 2011 года была приобретена консультационная фирма PRTM, основанная в 1976 году в Калифорнии. В 2014 году была куплена компания Booz & Company, представлявшая услуги управленческого консультирования; она была образована в 2008 году выделением из Booz Allen Hamilton, после поглощения была переименована в Strategy&. В 2016 году была создана сеть аналитических центров Infinity Lab.

## Структура
Головной организацией является компания PricewaterhouseCoopers International Limited, управляемая советом директоров. Эта компания координирует работу группы PricewaterhouseCoopers, состоящей из большого количества независимых фирм, которые подчиняются законодательству тех государств, в которых они зарегистрированы и осуществляют деятельность.
Мохамед Канде (Mohamed Kande) — председатель совета директоров с декабря 2023 года; в PwC с августа 2011 года (с покупкой компании PRTM, в которой он работал с 2007 года).

## Деятельность
По состоянию на 2024 год офисы PricewaterhouseCoopers имелись в 656 городах в 149 странах. Фирмы группы обслуживали более 180 тыс. клиентов, в том числе 86 % компаний из списка Fortune Global 500. Общее число сотрудников составляло 370 тыс., из них в Европе, Ближнем Востоке и Африке — 146 тыс., в Азиатско-Тихоокеанском регионе — 138 тыс., в Америке — 86 тыс. Партнёров и старших партнёров было 13,4 тыс..
Выручка за 2023/24 финансовый год составила 55,4 млрд долларов, из них на Америку пришлось 24,3 млрд долларов, на Европу, Ближний Восток и Африку — 21,7 млрд долларов, на Азиатско-Тихоокеанский регион — 9,3 млрд долларов. По размеру выручки PwC в «большой четвёрке» занимала второе место после Deloitte, однако лидировала в европейском регионе. Наибольшую долю в выручке имели консультационные услуги (23,3 млрд долларов), далее следовали аудиторские услуги (19,4 млрд долларов) и налоговые консультации (12,6 млрд долларов).
Подразделения:
- Assurance Services — независимый аудит финансовой отчётности и отчётов о корпоративной социальной ответственности;
- Advisory Services — управленческий консалтинг;
- Tax Services — консультации по вопросам оптимизации налогообложения;
- Deals and Transactions — консультации по вопросам слияний и поглощений;
- Legal Services — юридические консультации;
- Digital Services — помощь в сфере цифровой трансформации;
- Sustainability and Climate Change — разработка стратегии в области корпоративной социальной ответственности.

PwC входила в рейтинг 100 лучших работодателей США, который каждый год публикует журнал Fortune. В рейтинге 2013 года она заняла 81 место (в 2012 — 49-е).
- Офис в Лондоне
- Офис в Варшаве
- Офис в Роттердаме
- Офис в Кейптауне
- Офис в Бостоне

### Финансовые показатели
Данные о размере выручки и количестве сотрудников:
|                   | 2010  | 2011  | 2012  | 2013  | 2014  | 2015  | 2016  | 2017  | 2018  | 2019 | 2020  | 2021  | 2022  | 2023  | 2024  |
| ----------------- | ----- | ----- | ----- | ----- | ----- | ----- | ----- | ----- | ----- | ---- | ----- | ----- | ----- | ----- | ----- |
| Выручка, млрд $   | 26,6  | 29,2  | 31,5  | 32,1  | 34    | 35,4  | 35,9  | 37,7  | 40,7  | 42,5 | 43    | 45,1  | 50,3  | 53,1  | 55,4  |
| Сотрудников, тыс. | 161,7 | 168,7 | 180,5 | 184,2 | 195,4 | 208,1 | 223,5 | 236,2 | 250,9 | 276  | 284,3 | 295,4 | 327,9 | 364,2 | 370,4 |

### PwC в России
В России PwC впервые начала работу в 1913 году, а в 1989 году возобновила свою деятельность. По состоянию на февраль 2019 года у PricewaterhouseCoopers имеются офисы в 12 городах России, среди которых Москва, Санкт-Петербург, Казань, Екатеринбург и другие. По состоянию на 2009 год в России работало около 2300 сотрудников.
В 2012 году PwC заняла первое место в рейтинге крупнейших аудиторско-консалтинговых компаний, сместив оттуда KPMG, однако с 2013 г. опять опустилась на вторую позицию.
После марта 2022 года российское подразделение было преобразовано в компанию «Технологии доверия».

## Критика
PwC неоднократно была замешана в скандалах в связи с содействием уклонению от уплаты налогов, обходу международных санкций и небрежности при проведении аудита. В 2014 году расследование консорциума журналистских расследований (ICIJ) выявило, что PwC помогала своим клиентам, включая транснациональные корпорации, скрывать доходы от налогообложения через фирмы, зарегистрированные в Люксембурге и других офшорных зонах. В 2020 года ICIJ опубликовал информацию о том, что PwC была основным финансовым советником Изабель душ Сантуш, дочери бывшего президента Анголы. С началом войны в Украине PwC помогала Алексею Мордашову и другим российским олигархам обходить санкции. В 2023 году несколько старших партнёров австралийской фирмы в составе PwC подали в отставку после того, как стало известно, что налоговый консультант фирмы передал партнёрам конфиденциальную информацию о планах налоговой реформы в Австралии.
Широкую международную огласку получило участие компании в «деле ЮКОСа». В марте 2007 года московский арбитражный суд признал PwC фактическим участником реализации незаконных налоговых схем нефтяной компании «ЮКОС» и обвинил её в нарушении профессиональных стандартов. Также арбитраж признал недействительными договоры на проведение аудита «ЮКОСа» за 2002—2004 годы и постановил взыскать с компании 480 тысяч долларов. В июне 2007 года российское подразделение PwC отозвало аудиторские заключения по отчетности ЮКОСа за 1996—2004 годы. В октябре 2008 года Федеральный арбитражный суд Московского округа признал аудит НК «ЮКОС» за 2002—2004 годы законным и прекратил производство по делу.
В апреле 2011 года руководство PricewaterhouseCoopers признало вину компании в проведении некачественного аудита индийской компании Satyam Computer Services (аудиторы не обнаружили мошенническую схему, посредством которой руководство компании наносило многомиллионный ущерб её владельцу). PwC согласилась выплатить 7,5 млн долларов штрафа американским регуляторам и 18 млн долларов компенсации владельцу индийской компании.
PwC будет оштрафована в Китае на сумму не менее 1 миллиарда юаней за некачественный аудит китайской корпорации Evergrande.
Другими случаями нарушений при аудите были в делах компаний Kanebo (3 партнёра японского филиала были осуждены за содействие в мошенничестве), Tyco (2007 год, PwC пришлось уплатить 225 млн долларов), Vicinity Centres (2012 год, штраф $200 млн), Petrobras (2015 год), Connaught plc (2017 год, штраф £5 млн), «Приватбанк» (2017 год, отозвана лицензия украинского филиала PwC), Colonial Bank (2019 год, штраф $335 млн).